# JotSpot
JotSpot （じょっとすぽっと）は、エンタープライズソーシャルソフトウェアを作成する会社である。製品のターゲットは、主に中小企業向けのビジネスである。会社は、Exciteの共同設立者であるJoe KrausとGraham Spencerによって設立された。
JotSpotのビジネス顧客には、Whole Foods、eBay、シマンテック、 インテルが含まれる。

## 歴史
2006年2月、JotSpotは、Business 2.0 Next Net 25の一部として名付けられた。2006年3月には、InfoWorldの15 Start-ups to Watchとして表彰された。
2006年10月、JotSpotは、Googleに買収された。それまで、極小量のデータしか無償で利用できなかったものが、全てのサービスで無償になった。Googleによる買収直後は、ユーザーの新規アカウント登録を停止した。

## アプリケーション
JotSpotのウィキは、ウィキ内のお互いのページに電子メールを送ったり、WYSIWYGで編集できたり、スプレッドシートを埋めこんだりできる。
基本的なウィキの製品の他に、JotSpotはJotSpot Family Site、Class Reunion Planner、JotSpot Trackerといったアプリケーションを開発している。
- ブログ
- カレンダー
- 表計算
- ファイル共有
- 画像ギャラリー
- プロジェクトマネージメント
- TODOリスト
- バグ管理
- ナレッジベース
- 掲示板
- ディレクトリ

といった機能を利用できる。
それぞれが、共有に関する設定を持つ。
各ページからは、フィードが配信され、権限がある場合は、そこから、データの更新が確認できる。また、各ページをXMLで書き出す機能があり、これを利用して他のアプリケーションでデータを編集することもできる。

## 利用方法
登録すると、「（ユーザー名）.jotspot.com」といったアドレスがあたえられ、そこから各サービスを利用できるようになる。管理者は、その中でユーザーの管理、ウィキの設定、アプリケーションの導入などを管理する。管理者は、サイドバーに一覧できるリンクを設定したり、タイトル、デザインを変更したりできる。
各ユーザーは、グループにわけられて管理され、権限が管理される。ユーザーは、それぞれの設定に従って、編集できるデータが制限されるが、一般に開放した場合は、だれでもそのウィキページを作成、編集できる。